# Hesperia (California)
Hesperia è una città della contea di San Bernardino, California, Stati Uniti, situata a 56 km a nord della downtown di San Bernardino, nella parte della Victor Valley del deserto del Mojave. A causa dell'altitudine relativamente elevata e dei modelli meteorologici unici e moderati della regione, Hesperia fa parte di ciò che è noto localmente come il Deserto Alto. Il nome stesso Hesperia significa "terra occidentale". Il rapporto del censimento del 2018 stimava che la popolazione della città era di 95 274 abitanti.

## Geografia fisica
Secondo l'Ufficio del censimento degli Stati Uniti, ha una superficie totale di 73,21 mi² (189,61 km²).

## Società

### Evoluzione demografica
Secondo il censimento del 2010, la popolazione era di 90 173 abitanti.

### Etnie e minoranze straniere
Secondo il censimento del 2010, la composizione etnica della città era formata dal 61,1% di bianchi, il 5,8% di afroamericani, l'1,2% di nativi americani, il 2,1% di asiatici, lo 0,3% di oceaniani, il 24,5% di altre razze, e il 4,9% di due o più razze. Ispanici o latinos di qualunque razza erano il 48,9% della popolazione.